# Secretário-geral do Gabinete
No Japão, o Secretário-Geral do Gabinete é o ministro de Estado encarregado de dirigir a Secretaria do Gabinete. O chefe de gabinete serve como secretário de imprensa do governo, conduz a investigação política, e prepara os materiais a serem discutidos nas reuniões de gabinete. O escritório do Secretário-Geral do Gabinete está localizado no quinto andar da residência oficial do primeiro-ministro, em Tóquio.

## Lista de Secretários Gerais do Gabinete

### Era Shōwa
- Ichirō Hatoyama (1927 - 1929; depois primeiro-ministro, 1954 - 1956)
- Shigeru Yoshida (1936)
- Hisatsune Sakomizu (7 de abril de 1945 - 15 de agosto de 1945)
- Eisaku Sato (1946; depois primeiro-ministro, 1964 - 1972)
- Masayoshi Ōhira (1960; depois primeiro-ministro, 1978 - 1980)
- Zenko Suzuki (1963 - 1964; depois primeiro-ministro, 1980 - 1982)
- Noboru Takeshita (1972 - 1974; depois primeiro-ministro, 1987 - 1989)
- Kiichi Miyazawa (1984 – 1986; depois primeiro-ministro, 1991 - 1993)

### Era Heisei
- Keizo Obuchi (1987 - 1989; depois primeiro-ministro,1998 - 2000)
- Masajuro Shiokawa (1989)
- Tokuo Yamashita (1989)
- Mayumi Moriyama (1989 - 1990)
- Misoji Sakamoto (1990 - 1991)
- Koichi Kato (1991 - 1992)
- Yōhei Kōno (1992 - 1993)
- Masayoshi Takemura (1993 - 1994)
- Hiroshi Kumagai (1994)
- Kozo Igarashi (1994 - 1995)
- Koken Nosaka (1995 - 1996)
- Seiroku Kajiyama (1996 - 1997)
- Kanezo Muraoka (1997 - 1998)
- Hiromu Nonaka (1998 - 1999)
- Mikio Aoki (1999 - 2000)
- Hidenao Nakagawa (2000)
- Yasuo Fukuda (2000 - 2004; depois primeiro-ministro, 2007 - 2008)
- Hiroyuki Hosoda (2004 - 2005)
- Shinzo Abe (2005 - 2006; depois primeiro-ministro, 2006 - 2007, 2012 - 2020)
- Yasuhisa Shiozaki (2006 - 2007)
- Kaoru Yosano (2007)
- Nobutaka Machimura (2007 - 2008)
- Takeo Kawamura (2008 - 2009)
- Hirofumi Hirano (2009 -2010)
- Yoshito Sengoku (2010-2011)
- Yukio Edano (2011)
- Osamu Fujimura (2011-2012)
- Yoshihide Suga (2012-2020; depois primeiro-ministro, 2020 - 2021)
- Katsunobu Katō (2020-2021)
- Hirokazu Matsuno (2021-2023)
- Yoshimasa Hayashi (2023-presente)